# Andromeda (britská hudební skupina)
Andromeda byla britská psychedelicky rocková skupina, založená v roce 1968 dřívějšími členy skupiny The Attack. Po rozpadu této skupiny se John Du Cann připojil k Atomic Rooster.